# Nikotinski acetilholinski receptor
Nikotinski acetilholinski receptori (nAChR) su holinergički receptori koji formiraju ligandom kontrolisane jonske kanale u ćelijskim membranama pojedinih neurona i na postsinaptičkoj strani neuromaskularnog spoja. Kao jonotropni receptori, nAChR su direktno vezani za jonske kanale i ne koriste sekundarne glasnike (poput metabotropnih receptora). Nikotinski acetilholinski receptori su najbolje ispitani među jonotropnim receptorima.
Poput drugih tipova acetilholinskih receptora (npr. muskarinskih acetilholinskih receptora - mAChR) nAChR se iniciraju vezivanjem neurotransmitera acetilholina (ACh). Dok su muskarinski receptori isto tako aktivirani muskarinom, nikotinski receptori mogu da budu aktivirani nikotinom. Iz tog razloga se nazivaju "nikotinskim" receptorima.
Postoje tri tipa nikotinskih receptora: mišićni, ganglijski i CNS.

## Struktura
Oni predstavljaju tipične predstavnike jonskih kanala koji se otvaraju posredstvom liganda. Oni su pentameri su. Pet podjedinica može da bude jedan od 16 različitih članova ove familije proteina. Svaka od 5 podjedinica sadrži 4 transmembranski alfa heliksa. Po jedan od tih heliksa (M2) formira centralnu poru. Acetilholin se vezuje za ove podjedinice (alfa) i to za dve koje su smeštene ekstracelularno.

## Lokalizacija
- Receptori mišićnog tipa su lokalizovani na neuromišićnom spoju skeletnih mišića.
- Gangliski tip se nalazi u ganglijama simpatikusa i parasimpatikusa, i odgovoran je za transmisiju.
- CNS tip je široko distribuiran u mozgu i veoma je heterogen u pogledu molekulske strukture i lokalizacije.

## Literatura
- H.P. Rang; M.M. Dale; J.M. Ritter; P.K. Moore. Pharmacology.  0-443-07145-4.
- Purves, Dale, George J. Augustine, David Fitzpatrick, William C. Hall, Anthony-Samuel LaMantia, James O. McNamara, and Leonard E. White (2008). Neuroscience (4th изд.). Sinauer Associates. стр. 122—6.  978-0-87893-697-7.